# Loren Carpenter

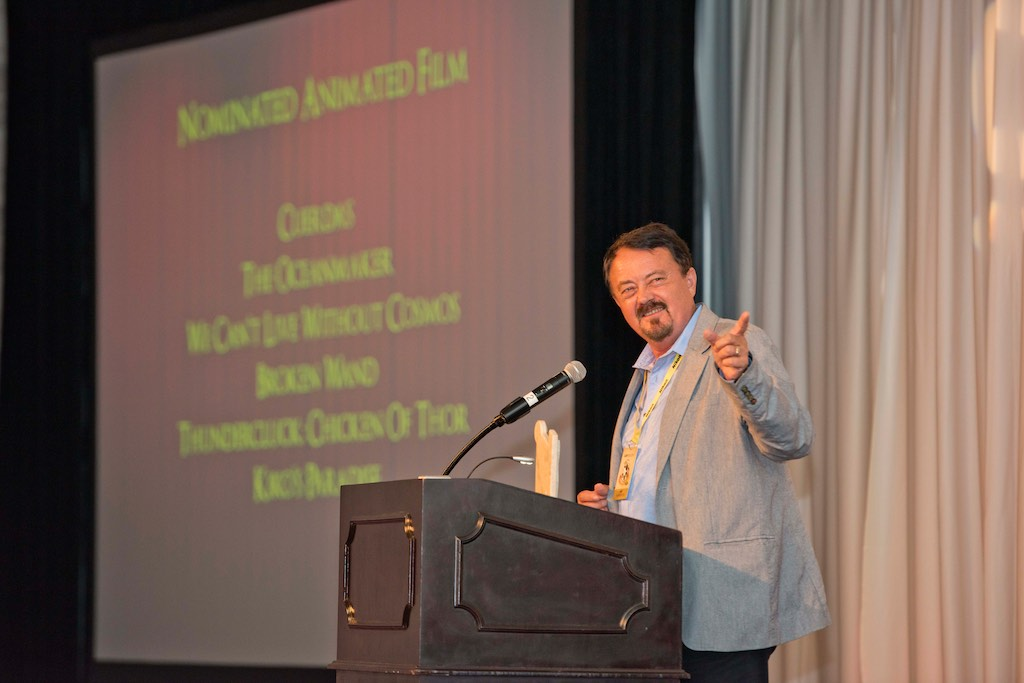
Loren Carpenter (2015)

Loren C. Carpenter (* 7. Februar 1947 in Brighton, Michigan) ist ein US-amerikanischer Computergrafikspezialist- und Entwickler und Ingenieur, der 1993 mit dem Oscar für Wissenschaft und Entwicklung und 2001 mit einem Oscar, Academy Award of Merit, für besondere Verdienste ausgezeichnet wurde.

## Biografie

### Überblick
Carpenter besuchte die University of Washington; er hat einen Abschluss in Mathematik (B.S.) und in Informatik (M.S.).
Carpenter war Mitbegründer und leitender Wissenschaftler der Pixar Animation Studios. Er ist der Erfinder des Reyes-Rendering-Algorithmus und einer der Autoren der PhotoRealistic RenderMan-Software, die Reyes implementiert und alle Pixar-Filme rendert. Nachdem The Walt Disney Company Pixar übernommen hatte, wurde Carpenter leitender Wissenschaftler bei Disney Research. Anfang 2014 ging er in den Ruhestand. Mit seiner Frau Rachel hat er ein Kind.

### Leben und Karriere
Etwa 1967 nahm Carpenter eine Anstellung bei Boeing Computer Service (Teil des Flugzeugherstellers Boeing) in Seattle/Washington an. Zeitgleich studierte er an der University of Washington und erwarb 1974 einen Bachelor in Mathematik und 1976 einen Master in Informatik. Teil seiner Arbeit war die Beschäftigung mit der Nutzung von Computertechnologie zur Verbesserung mechanischer Konstruktionsprozesse von Boeing, die bis dato noch immer vollständig von Hand und auf Papier durchgeführt wurden.
Auf der SIGGRAPH-Konferenz im Juli 1980 stellte Carpenter eine Präsentation vor, in der er Vol Libre zeigte, einen zehnminütigen computergenerierten Film. Gleichzeitig präsentierte er seine Software zur Erzeugung und Darstellung von fraktal erzeugten Landschaften, was stehende Ovationen hervorrief. Wie Carpenter insgeheim gehofft hatte, wurde er umgehend eingeladen, in der Computerabteilung von Lucasfilm (die später zu Pixar wurde) zu arbeiten. Dort erarbeitete Carpenter die „Genesis-Effekt“-Szene für den Film Star Trek II: Der Zorn des Khan (1982), in der ein ganzer Planet mit fraktaler Landschaft zu sehen ist. Zu dem Space-Opera-Film Die Rückkehr der Jedi-Ritter (1983) steuerte Carpenter die Computergrafiken bei. Für den Animationsfilm Merida – Legende der Highlands (2012) war er in der 360-Group des Pixar-Studioteams aktiv.
Gemeinsam mit seiner Frau Rachel gründete Carpenter das Unternehmen Cinematrix, das sich mit computergestützter interaktiver Publikumsbeteiligung beschäftigt. Auch erfand er den A-Buffer-Algorithmus zur Bestimmung verborgener Oberflächen. Des Weiteren basiert das im OpenEXR-Dateiformat von Industrial Light & Magic verwendete Komprimierungsschema PXR24 auf seiner Arbeit. Die im Jahr 2006 vorgenommenen Verbesserungen am beliebten Zufallsgenerator Mersenne-Twister gehen ebenfalls auf Carpenter zurück.
Ab 2022 arbeitete Carpenter mit Ostrich Air Inc und FireBot Labs Inc als privater Investor und technischer Berater für deren vollautonome KI-gesteuerte Drohnenplattform zur Brandbekämpfung.

## Filmografie (Auswahl)
- 1980: Vol libre (Kurzfilm; Regie)
- 1982: Star Trek II: Der Zorn des Khan (Star Trek II: The Wrath of Khan; Computergrafiken ILM)
- 1983: Star Wars: Episode VI – Die Rückkehr der Jedi-Ritter (Return of the Jedi/Star Wars: Episode VI – Return of the Jedi; Computergrafiken-Ingenieur)
- 1984: Die Abenteuer von André und Wally B. (The Adventures of André and Wally B.; Kurzfilm; 3D Rendering)
- 1984: Rescue on Fractalus! (Videospiel; visuelle Effekte, Programmierer)
- 1988: Tin Toy (Kurzfilm; Kobold)
- 1995: Toy Story (Entwicklung von Modellierungs- und Animationssystemen. Modellierungsteam Rederman Softwareentwicklung)
- 1998: Das große Krabbeln (A Bug’s Life; Modellierkünstler)
- 1999: Toy Story 2 (Rendering Software Ingenieur)
- 2001: Die Monster AG (Monsters, Inc.; Entwickler für zusätzliche Effekte)
- 2003: Findet Nemo (Finding Nemo; Studiowerkzeuge Forschung und Entwicklung)
- 2004: Die Unglaublichen – The Incredibles (The Incredibles; Softwareentwicklung)
- 2006: Cars (Entwicklungsteam: Renderman)
- 2007: Ratatouille (Renderman-Entwicklung)
- 2008: WALL·E – Der Letzte räumt die Erde auf (WALL·E; Themenparks: Pixar Studioteam)
- 2009: Oben (Up; Themenparks und 360: Pixar Studioteam)
- 2010: Toy Story 3 (Themenparks und 360: Pixar Studio Team)
- 2011: Cars 2 (360-Gruppe – Pixar Studioteam)
- 2012: Merida – Legende der Highlands (Brave; 360-Gruppe – Pixar Studioteam)
- 2013: Die Monster Uni (Monsters University; Forscher: Softwareforschung- und Entwicklung, Pixar Studio Team)

## Auszeichnungen (Auswahl)
- 1985: ACM SIGGRAPH Achievement Award

Academy Awards
- 1993 Auszeichnung mit dem Oscar für Wissenschaft und Entwicklung „For development of ‚RenderMan‘ software providing the means to digitally create scenes or elements that may be composited with other footage“ (frei übersetzt: Für die Entwicklung der Software „RenderMan“, die es ermöglicht, Szenen oder Elemente digital zu erstellen, die mit anderem Filmmaterial kombiniert werden können) – gemeinsam mit Robert L. Cook, Edwin Catmull, Thomas Porter, Pat Hanrahan, Anthony A. Apodaca und Darwyn Peachey
- 2001:  Auszeichnung mit dem Academy Award of Merit „For their significant advancements to the field of motion picture rendering as exemplified in Pixar’s ‚Renderman‘“ (frei übersetzt: Für seine bedeutenden Fortschritte im Bereich der Filmwiedergabe, wie beispielsweise „Renderman“ von Pixar) – gemeinsam mit Rob Cook und Ed Catmull

2017: Preis des Cayman Island International Film Festivals für sein Lebenswerk